# Liên doanh
Liên doanh, còn được gọi là côngxoocxiom hay công-xooc-xi-om, có nghĩa gần giống như hiệp hội hay liên đoàn.
Từ này chỉ tới sự cộng tác tạm thời để thực hiện một nhiệm vụ cụ thể nào đó hay để đưa ra một dịch vụ hoặc sản phẩm nhất định một cách có hiệu quả hơn. Một côngxoocxiom là sự liên kết của hai hay nhiều các cá nhân (thuật ngữ pháp lý là thể nhân), công ty, trường đại học, hoặc chính quyền (hoặc bất kỳ tổ hợp nào của các thực thể pháp lý này) với mục đích tham dự vào các hoạt động chung hoặc đóng góp các tài nguyên của mình để đạt được mục tiêu chung. Mỗi bên tham gia vẫn duy trì tư cách pháp nhân riêng biệt của mình và nhờ thế, việc kiểm soát của côngxoocxiom đối với mỗi bên tham gia nói chung bị giới hạn trong các hoạt động tham dự vào các nỗ lực chung, cụ thể là phân chia lợi nhuận.
Một côngxoocxiom được tạo lập ra bởi hợp đồng, trong đó miêu tả quyền lợi và trách nhiệm của mỗi thành viên. Các côngxoocxiom nói chung là phổ biến trong các lĩnh vực phi lợi nhuận. Ví dụ, Five Colleges, Inc. (Massachusetts) là một trong những côngxoocxiom lâu đời và thành đạt nhất tại Mỹ. Các bên tham gia vào Five Colleges, Inc. là: Đại học Amherst, Đại học Hampshire, Đại học Mount Holyoke, Đại học Smith, và Đại học tổng hợp Massachusetts Amherst. Một ví dụ khác về côngxoocxiom thành đạt là Năm trường đại học ở Ohio: Đại học Oberlin, Đại học tổng hợp Ohio Wesleyan, Đại học Kenyon, Đại học Wooster và Đại học tổng hợp Denison. Các côngxoocxiom này sử dụng các tài nguyên của các thành viên như trong việc chia sẻ các tài sản vật chất và nguồn nhân lực cũng như liên kết các tài nguyên kinh điển và quản lý hành chính.
Ví dụ về côngxoocxiom để thu lợi nhuận là Airbus Industrie ("Airbus"). Được lập ra năm 1970, Airbus là một trong những nhà sản xuất máy bay dân dụng hàng đầu thế giới. Airbus do Công ty vũ trụ và phòng thủ hàng không châu Âu (EADS) (sở hữu 80%) và British Aerospace (sở hữu 20%) lập ra. EADS tự bản thân nó là sự hợp thành của Aérospatiale-Matra của Pháp, Daimler-Chrysler Aerospace của Đức, và Construcciones Aeronáuticas của Tây Ban Nha, mà nguyên thủy là các đối tác riêng biệt trong côngxoocxiom, sở hữu tương ứng 37,9%, 37,9% và 4,2% cổ phần trong Airbus. Địa vị pháp lý của Airbus như là một côngxoocxiom có nghĩa là lợi nhuận (hay khoản thua lỗ) được tích lũy cho các công ty đối tác thể hiện cho các lợi ích của họ. Công việc cũng được phân bổ trên cùng nguyên lý như lợi nhuận (hay thua lỗ).
Một ví dụ khác của côngxoocxiom thu lợi nhuận là khi các nhóm ngân hàng hợp tác với nhau để cho vay tiền (các khoản vay mà một ngân hàng sẽ rất khó để thực hiện do lượng tiền lớn cũng như thời hạn kéo dài và rủi ro cao).

## Phân biệt với hiệp hội hay liên đoàn
Một hiệp hội hay một liên đoàn cũng là tổ chức do các thành viên tự nguyện tham gia với nhau giống như côngxoocxiom nhằm mục đích bảo vệ các quyền lợi và chia sẻ các trách nhiệm chung. Các thành viên của các tổ chức này vẫn là các thể nhân hay pháp nhân riêng biệt. Tuy nhiên, giữa các hình thức liên kết này có nhiều điểm khác biệt. Cụ thể như sau:
- Một hiệp hội có thể có tư cách pháp nhân hoặc không (mặc dù rất ít khi thấy các hiệp hội không có tư cách pháp nhân), còn một liên đoàn hay một côngxoocxiom thì phải có tư cách pháp nhân, tức là phải đăng ký với cơ quan nhà nước có thẩm quyền để được cấp phép hoạt động.
- Một hiệp hội hay liên đoàn thông thường đưa ra điều lệ để điều chỉnh các hoạt động trong khuôn khổ chung của hiệp hội hay liên đoàn đó. Các quy định trong điều lệ được áp dụng bình đẳng cho mọi thành viên của các tổ chức này, không phụ thuộc vào quy mô hay địa vị pháp lý của từng thành viên riêng biệt. Ví dụ, liên đoàn bóng đá Việt Nam có thể quy định mỗi câu lạc bộ bóng đá là thành viên không được phép có quá 3 cầu thủ mang quốc tịch nước ngoài ra sân trong một trận đấu bóng đá, không phụ thuộc vào việc câu lạc bộ này có bao nhiêu cầu thủ ngoại quốc hay họ đóng góp bao nhiêu hội phí. Trong khi đó các thành viên tham gia vào côngxoocxiom có quyền lợi và nghĩa vụ phụ thuộc vào phần đóng góp của mình. Các quyền lợi và nghĩa vụ này được thể hiện trên hợp đồng có thời hạn thay vì điều lệ.
- Liên đoàn hay hiệp hội (nếu có tư cách pháp nhân) là pháp nhân thay mặt cho các thành viên trong các vụ việc pháp lý hoặc trong các quan hệ xã hội với các tổ chức khác mà có liên quan đến hoạt động chung của cả liên đoàn hay hiệp hội, nhưng côngxoocxiom thì có vai trò pháp lý độc lập với các thành viên và nó không thể thay mặt cho các thành viên, do trách nhiệm pháp lý của mỗi thành viên này trong côngxoocxiom không trực tiếp phụ thuộc vào vai trò pháp lý chung của côngxoocxiom mà chỉ phụ thuộc vào phần vốn góp của họ trong đó. Việc chia sẻ trách nhiệm pháp lý được quy định cụ thể trong hợp đồng.
- Các hiệp hội hay liên đoàn duy trì hoạt động của mình trên cơ sở hội phí (hoặc các cách gọi khác đi) từ đóng góp của các thành viên hàng năm. Hội phí dựa trên cơ sở tự nguyện nhưng có thể có quy định mức đóng góp tối thiểu, cùng với thu nhập từ các hoạt động chung khác. Các côngxoocxiom duy trì hoạt động trên cơ sở vốn góp của các thành viên, không có quy định cụ thể về phần vốn góp của mỗi thành viên trong côngxoocxiom.
- Các thành viên của hiệp hội hay liên đoàn có thể rút khỏi hiệp hội hay liên đoàn bất kỳ lúc nào mà họ muốn hoặc khi bị mất tư cách hội viên (khi họ không nộp đủ hội phí chẳng hạn), còn các thành viên của côngxoocxiom chỉ có thể rút ra khỏi tổ chức này khi hợp đồng hết hiệu lực (trừ khi có điều khoản cho phép rút vốn trước hạn) mà không muốn gia hạn thêm hoặc khi họ không còn đủ tư cách pháp nhân để tham gia vào côngxoocxiom.